# 先知鸟

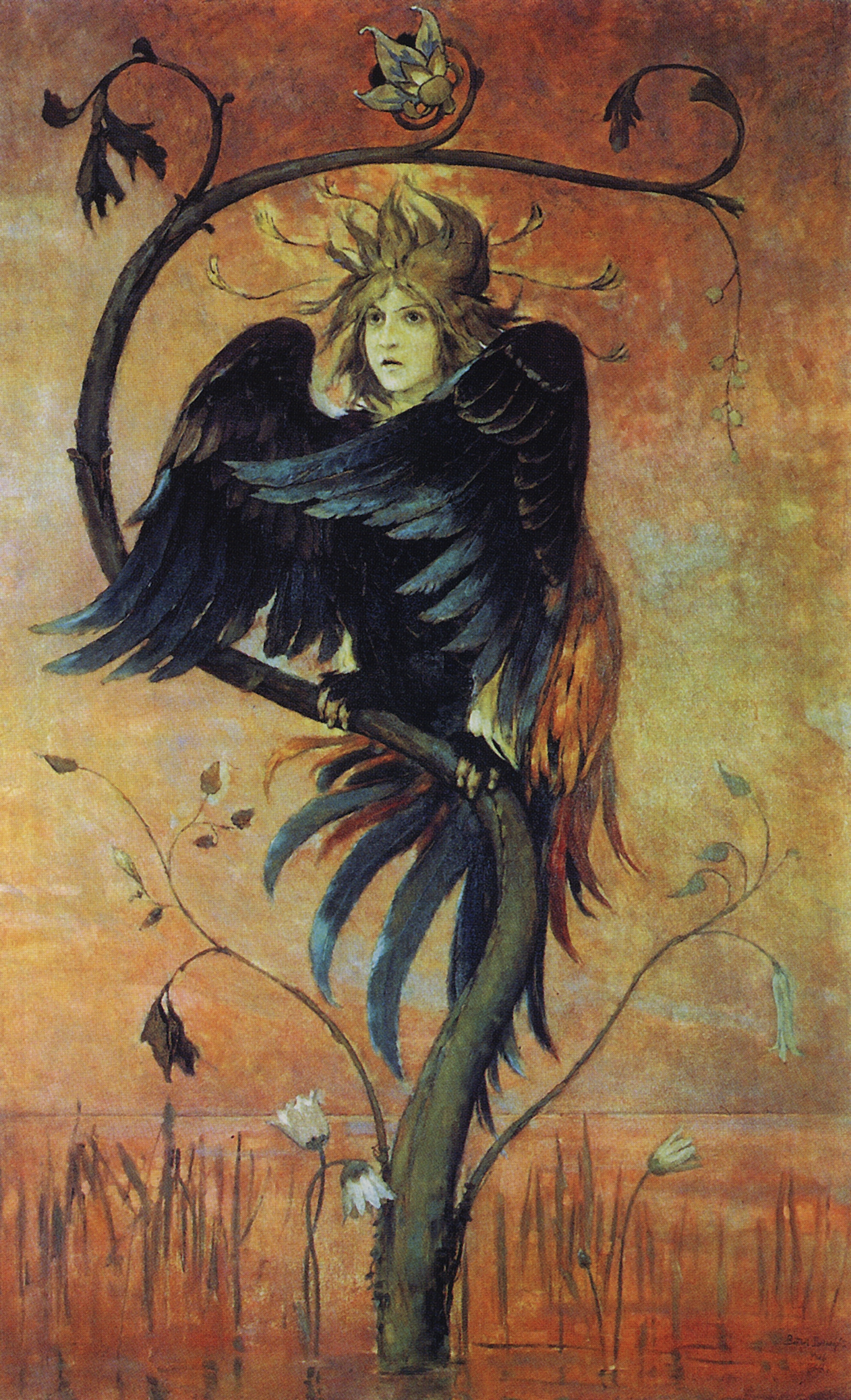
先知鸟，维克多·米哈伊·瓦西涅瑟夫创作

先知鸟是俄罗斯民间传说中的预言鸟，它是智慧和知识的象征，住在靠近天堂的东方岛屿上。就如西琳鸟和阿尔科诺斯特，先知鸟通常被描绘为一只长着女人的头的大鸟。

## 另見
- 阿尔科诺斯特
- 哈耳庇厄
- 西琳鸟